# Transatlantic Council
Das Transatlantic Council von Scouting America (bis 2025: Boy Scouts of America, BSA) umfasst alle amerikanischen Pfadfindergruppen in Europa und dem Mittelmeerraum und wird von der International Division der Scouting America verwaltet. Es wurde im Mai 1950 mit der Bezeichnung EUCOM BSA Advisory Board gegründet, um US-amerikanischen Staatsbürgern ein passendes, pfadfinderisches Angebot zur Verfügung zu stellen. Heute setzt sich die Mitgliedschaft hauptsächlich aus Kindern internationaler Geschäftsleute, Diplomaten und Militärpersonal zusammen. Sitz ist Brüssel.

## Geschichte
Kleinere Gruppen amerikanischer Pfadfinder gab es in Europa schon bald nach Entstehen der BSA. Bis zur Gründung des Transatlantic Council unterstanden diese Gruppen aber direkt dem Direct Service. Erst mit zunehmender Anzahl von Amerikanern in Europa wurde eine eigenständige Struktur etabliert. Die Gliederung der districts ist, da abhängig von politischen und wirtschaftlichen Bewegungen, recht wechselhaft.

## Struktur
Es gibt sieben districts:
- Mayflower District: England, Schottland, Irland, Norwegen
- Charlemagne District: Niederlande, Belgien, Luxemburg, Deutschland (Nordrhein-Westfalen), Dänemark, Frankreich, Spanien, Portugal, Marokko
- Barbarossa District: Deutschland (Rheinland-Pfalz)
- Rhinegold District: Deutschland (Baden-Württemberg), Schweiz (deutschsprachige Schweiz) (Dieser District entstand erst 2006 im Zuge einer Aufteilung des alten Barbarossa District.)
- Edelweiss District: Deutschland (Hamburg, Hessen, Bayern), Tschechien
- Mediterranean District: Italien
- Horizon District: Polen, Österreich, Ungarn, Kroatien, Griechenland, Türkei, Slowakei, Bosnien-Herzegowina, Schweiz (Genf)

## Programm
Grundsätzlich ist das Programm mit dem in den Vereinigten Staaten identisch. Unterschiede ergeben sich jedoch aus der Tatsache, im Ausland zu leben, und der großen räumlichen Distanz zwischen den einzelnen Gruppen (das Transatlantic Council ist das flächenmäßig größte innerhalb von Scouting America und liegt auf drei Kontinenten). Dies führt häufig zu gemeinsamen Aktionen mit anderen Pfadfinderverbänden wie zum Beispiel dem Intercamp. Außerdem werden die Gruppen des TAC besonders stark durch US-Militär, Botschaften und Schulen unterstützt.
Die verbandsinterne Bruderschaft des Order of the Arrow ist im Transatlantic Council in der Black Eagle Lodge 482 organisiert.
Besondere Auszeichnungen werden im TAC u. a. für das Ablaufen bestimmter Wanderwege durch historisch bedeutende Städte oder Gegenden (z. B. Heidelberg, Ardennen) vergeben.